# Andrei Bugneac
Andrei Bugneac (Chișinău, 30 marzo 1988) è un ex calciatore moldavo, di ruolo attaccante.

## Carriera

### Club
Ha giocato nella massima serie del campionato moldavo con varie squadre.

### Nazionale
Il 7 giugno 2014 esordisce con la nazionale moldava nell'amichevole Camerun-Moldavia (1-0).